# Росберг, Нико
Ни́ко Э́рик Ро́сберг (нем. Nico Erik Rosberg; 27 июня 1985, Висбаден, Германия) — потомственный немецкий автогонщик, бывший пилот чемпионата мира Формулы-1. Чемпион мира 2016 года, вице-чемпион 2014 и 2015 годов. Сын чемпиона мира 1982 года в гонках Формулы-1 Кеке Росберга. 2 декабря 2016 года объявил о завершении карьеры.

## Биография
Сын финского чемпиона Формулы-1 сезона 1982 Кеке Росберга и его жены Зины, Нико провёл большую часть юности в Монако вместе со своей семьёй и там и проживает по сей день. Росберг свободно владеет немецким, английским, итальянским и французским языками, и немного финским. В начале карьеры Росберг гонялся под финским и немецким флагами. В Формуле-1 выступал только под немецким флагом.
С 11 июля 2014 года женат на дизайнере интерьеров Вивиан Сиболд (Vivian Sibold, род. 1985) с которой встречался 10 лет до их свадьбы и был помолвлен с августа 2013 года. У супругов есть две дочери: Алайя Росберг (род. 30 августа 2015) и Найла Росберг (род. в сентябре 2017).

### 1996—2004: Младшие «формулы»

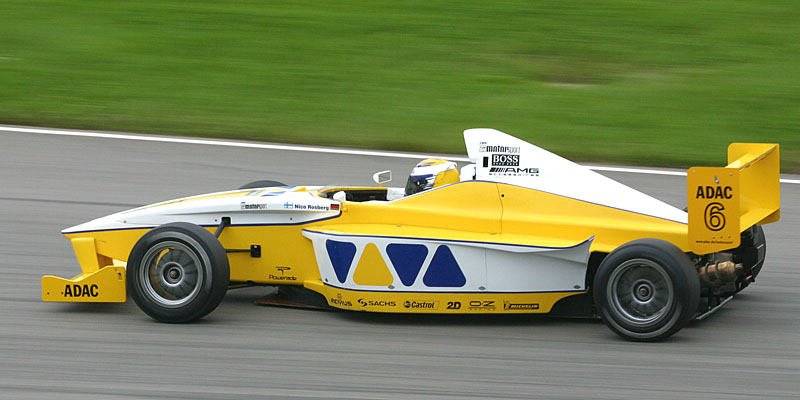
Росберг выиграл немецкий чемпионат Формула-БМВ в 2002 году, что дало ему большое продвижение в карьере.

Росберг начал свою карьеру с картинга в 1996 году, когда ему исполнилось 11 лет, перед тем как перейти в Немецкую «Формулу-БМВ» в 2002 году, где он выиграл титул. Его успехи позволили ему выступить в команде отца в Евросерии Формулы-3. Росберг продолжил выступать в 2004 и заработал там четвёртое место.

### 2005: GP2 — ART Grand Prix
Окончив курс аэродинамики Имперского колледжа Лондона; Росберг перешёл в 2005 в команду ART Grand Prix в новой серии GP2. Он стал первым чемпионом этой серии.

### Формула-1

#### 2006

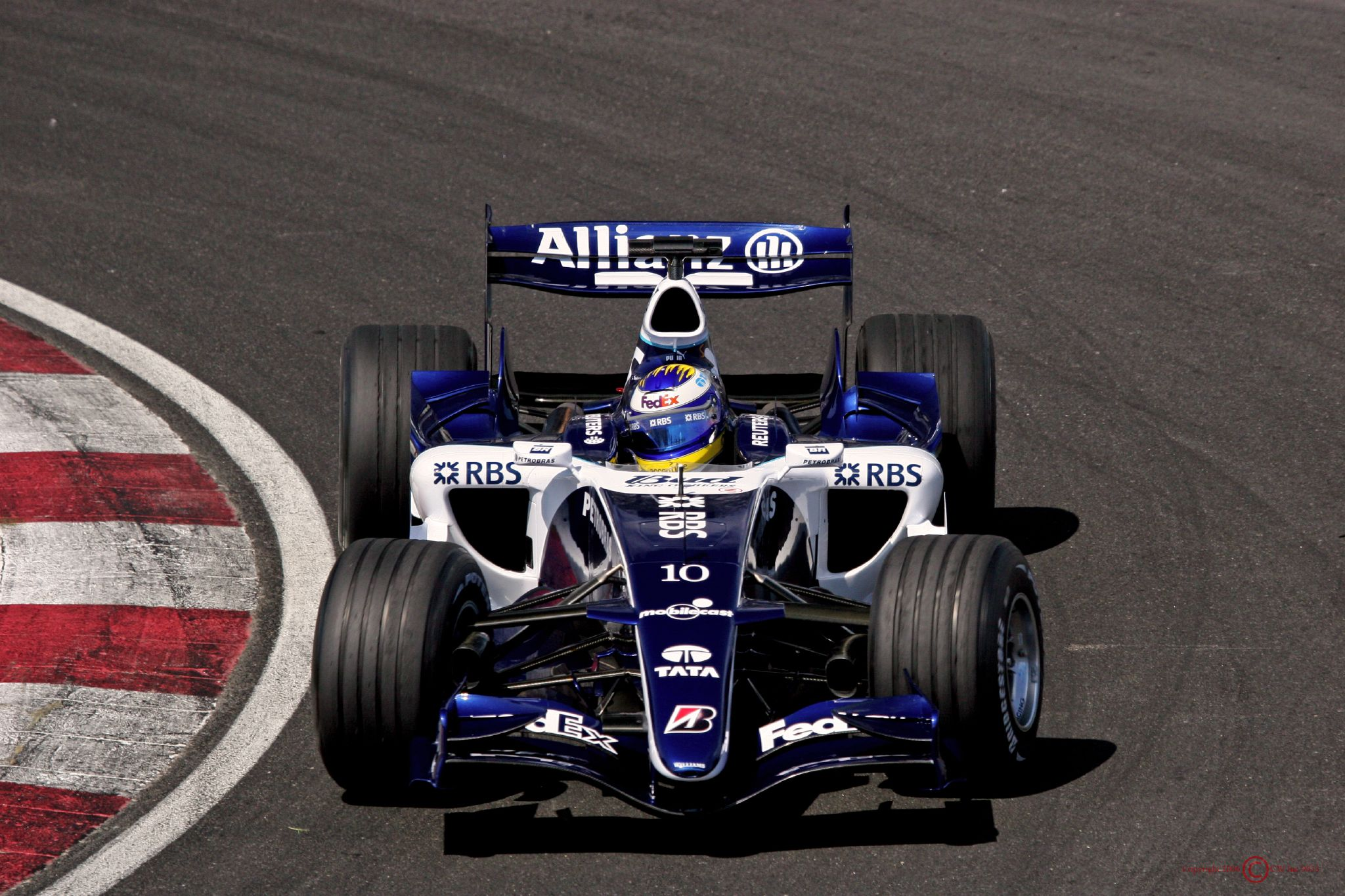
Росберг на Гран-при Канады 2006 года

Росберг провёл свои первые тесты в Williams в начале 2004.
В конце 2005 года Росберг был официально подтверждён в качестве основного пилота Williams в сезоне 2006. В Engineering Aptitude Test, который проходят все гонщики Williams, Росберг набрал наивысший балл за всю историю команды. В первой гонке Росберга в Бахрейне болид Росберга не позволял бороться за подиум, на первом круге он столкнулся со своим партнёром по команде Марком Уэббером и был вынужден отправиться в боксы для замены переднего антикрыла. Тем не менее, он финишировал в очках, седьмым позади Марка Уэббера, установил быстрейший круг и стал самым молодым пилотом Формулы-1, кому удавалось это сделать. Также после этого появились слухи о переходе в McLaren.
Он квалифицировался третьим на этапе в Малайзии, но его двигатель Cosworth, который проводил вторую гонку, взорвался после семи кругов. Во второй раз он смог попасть в очки на Гран-при Европы, в то время как у его напарника были проблемы с гидравликой.
Конец сезона 2006 прошёл не так хорошо для Росберга; он сошёл в четырёх из семи следующих Гран-при, а когда финишировал, то оставался за пределами очковой зоны. Его ближайшей попыткой набрать очки стал Гран-при Великобритании, где он финишировал в секунде от занявшего восьмое место Жака Вильнёва. Росберг набрал всего четыре очка, на три меньше, чем у Уэббера. Сезон стал разочарованием как для него, так и для всей команды Williams.

#### 2007

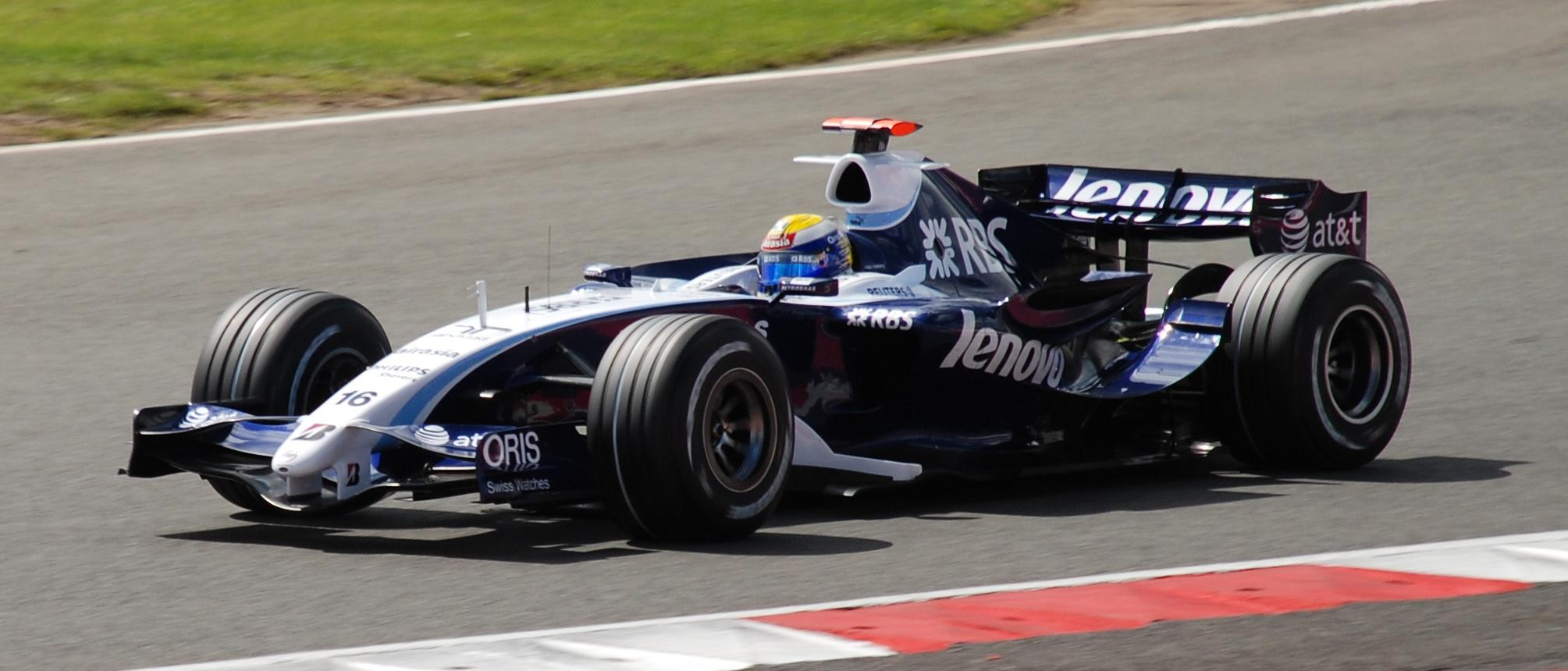
Росберг на Гран-при Великобритании 2007 года.

Williams заключила новый контракт на поставку двигателей с Toyota на сезон 2007 года, также у него появился новый напарник Александр Вурц. Бывший напарник, Марк Уэббер, стал партнёром Дэвида Култхарда в Red Bull Racing. Первоначально оборудованный двигателями Toyota FW29 показал свой потенциал на предсезонных тестах. Тем не менее Росберг остался реалистом: «В Формуле-1, как правило, вы не можете просто так за год перейти из другого конца стартовой решётки» — сказал он в интервью сайту Formula1.com.

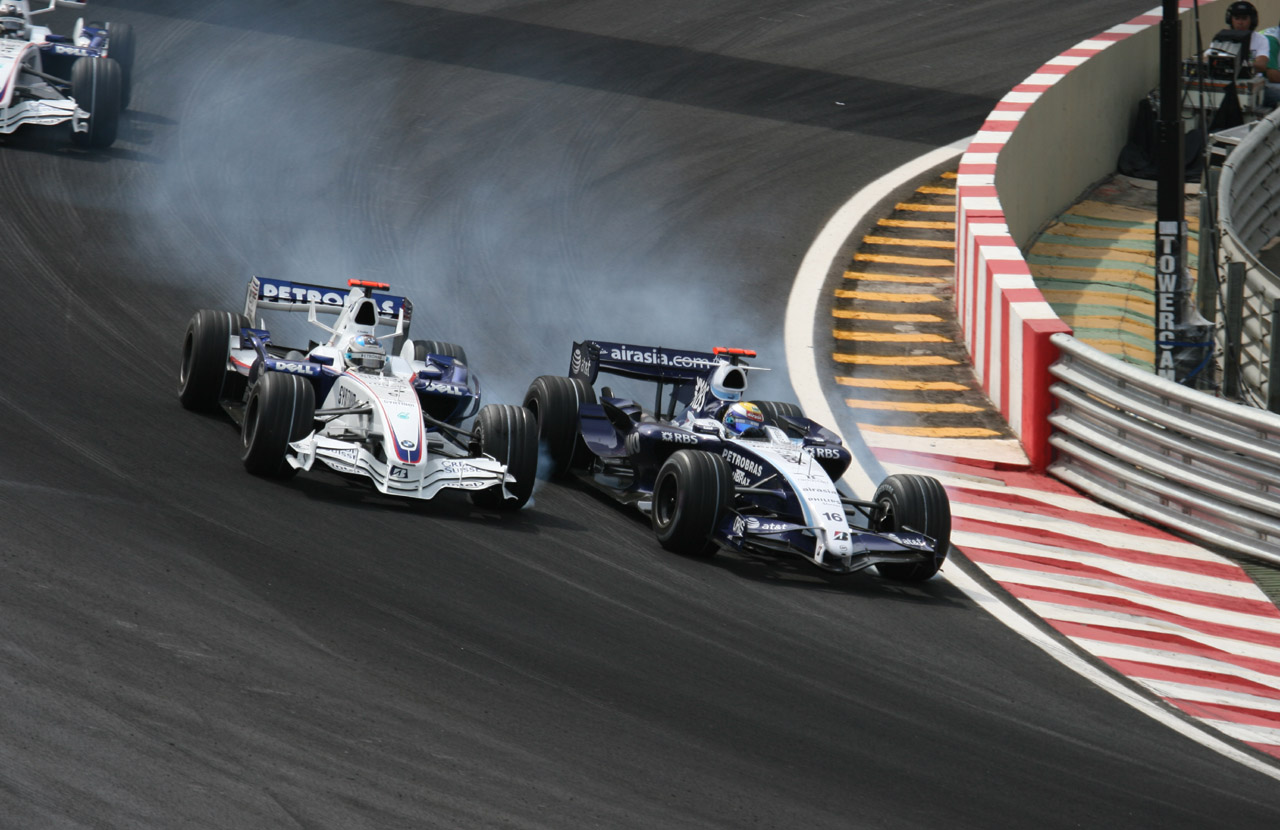
Росберг показывает свой лучший результат в 2007, финиш на четвёртом месте Гран-при Бразилии 2007 года, обогнав оба болида BMW Sauber

В 2007 Росберг финишировал семь раз в очках, включая лучший (четвёртое место) на тот момент финиш в карьере на Гран-при Бразилии. Также он финишировал седьмым в Австралии, Венгрии и Турции и шестым в Италии и Бельгии. На Гран-при Канады, Росберг квалифицировался седьмым и отыграл две позиции на старте:
«Отыграв на старте две позиции, я рассчитывал на хороший результат, но удача от меня отвернулась. Из-за нехватки топлива мне пришлось свернуть в боксы как раз в момент первого появления на трассе машины безопасности. Согласно новым правилам, я был оштрафован, и потом мне было очень трудно отыграть потерянное.
После второго пит-стопа я выехал в самом конце пелотона. Борьба с Трулли закончилась разворотом обоих и я потерял ещё массу времени из-за заклинившей коробки передач.»

У него было всего три схода за 2007; проблемы с гидравликой после 14 кругов со старта Малайзии и утечки масла на США за пять кругов до финиша (всё равно был квалифицирован 16-м), где он шёл шестым. Также из-за проблем с электроникой он сошёл на Гран-при Японии.
В первой половине сезона Александр Вурц набрал больше очков, но во второй части Росберг сумел отыграть отставание и в итоге набрал в пять раз больше очков, чем в сезоне 2006 года.

#### 2008

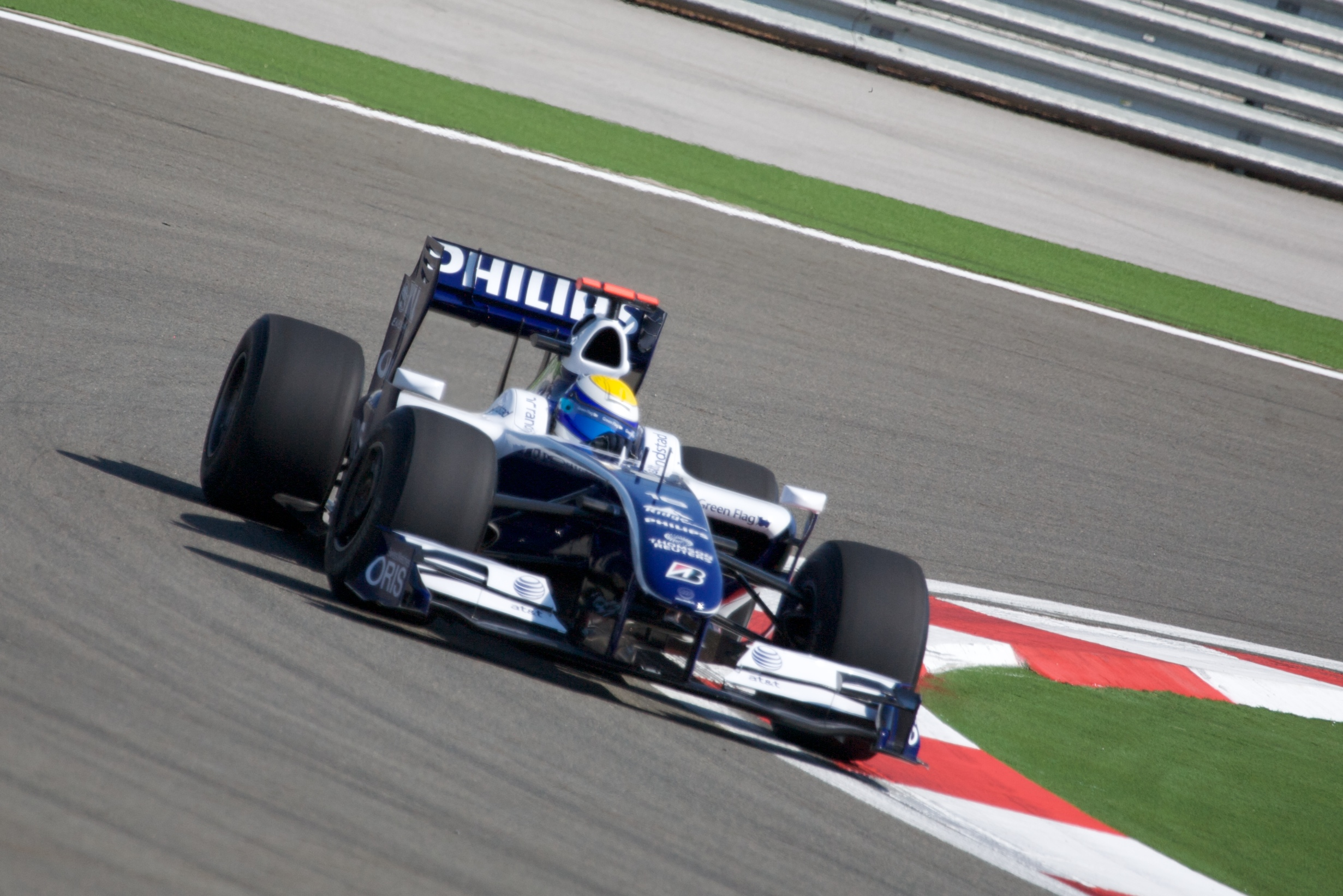
Росберг за рулём Williams на Гран-при Турции 2009 года.

Первый финиш на подиуме Росберг получил в борьбе, приехав третьим на Гран-при Австралии 2008 года. Тем не менее, борьба в оставшейся части сезона была не менее напряжённой. Он получил штраф в потерю десяти мест на стартовой решётке Гран-при Франции, из-за того, что на пит-лейне он врезался в заднюю часть болида Льюиса Хэмилтона на Гран-при Канады.
В сентябре он финишировал вторым, позади Фернандо Алонсо, на залитом светом прожекторов Гран-при Сингапура после лидирования в Гран-при впервые в карьере. Этот результат был показан несмотря на 10-секундный штраф «стоп-энд-гоу» за то, что он покинул пит-лейн во время появления машины безопасности. Однако, благодаря предусмотренной правилами формальности в 10 кругов до отбывания штрафа и медленному болиду Джанкарло Физикеллы, который был между Росбергом и другими болидами, в итоге он не потерял много времени и вернулся пятым, в то время как Роберт Кубица потерял своё четвёртое место из-за похожего штрафа.

#### 2009
На Гран-при Австралии 2009 года Williams была одной из трёх команд с двойным диффузором, Росберг лидировал во всех сессиях свободных заездов, но в квалификации и гонке ему не удалось показать особых успехов, он квалифицировался пятым и приехал шестым. В Малайзии, он снова лидировал на свободных заездах и снова не смог реализовать результат в боевом режиме, приехав в остановленной из-за ливня гонке восьмым и заработав лишь пол-очка. В остальных Гран-при он также неизменно показывал лучшее время на практиках, но так и не смог реализовать этот высокий результат на финише.

#### Mercedes

##### 2010

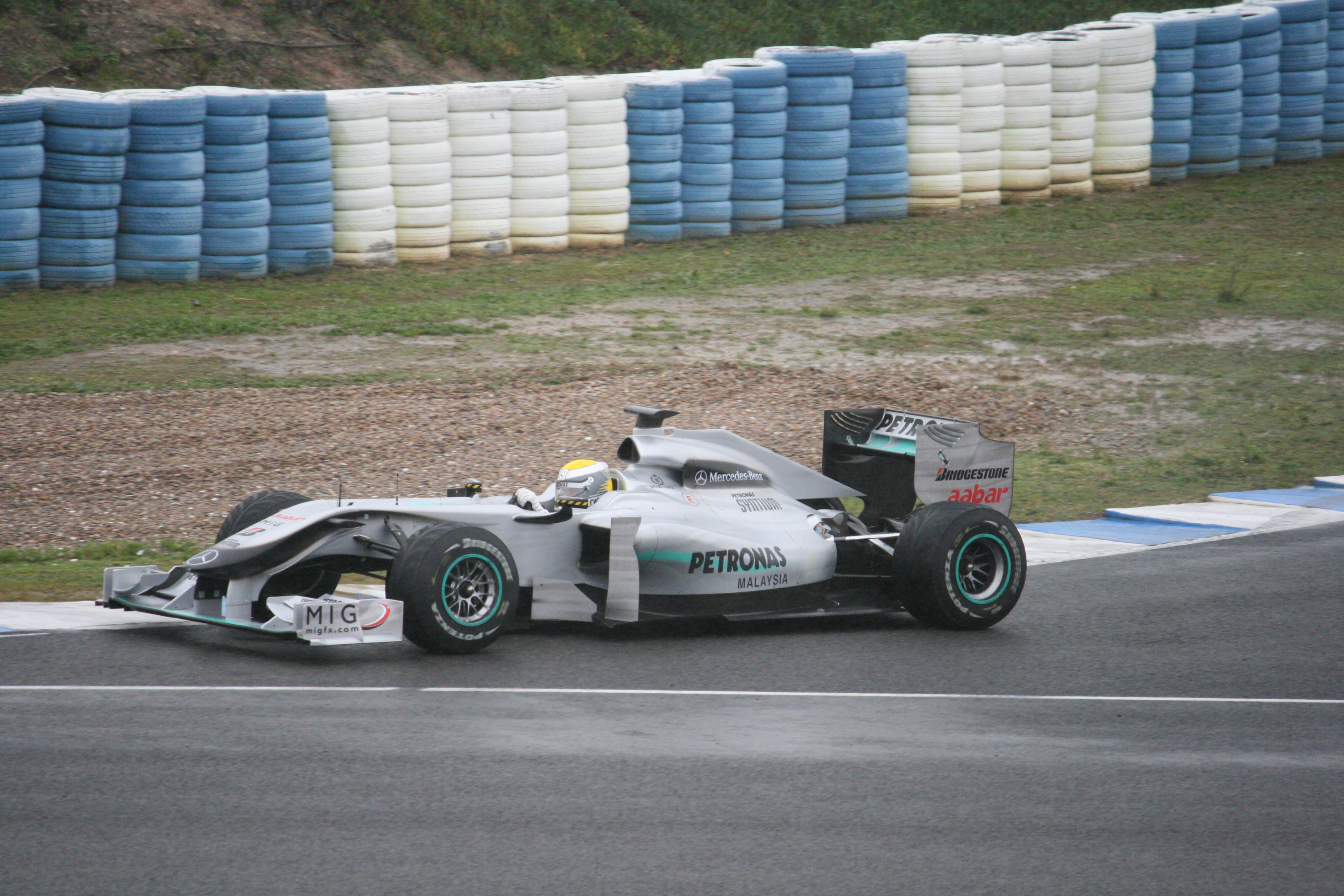
Росберг тестирует болид Mercedes на трассе Херес в феврале 2010.

29 октября 2009 года Росберг объявил об уходе из команды Williams по окончании сезона. Он сказал следующее: «Я хотел бы поблагодарить тех, с кем я работал, ведь все они очень помогли мне в моей карьере. Особенно я благодарен Сэру Фрэнку, Адаму Парру, Сэму Майклу и Патрику Хэду, которые все эти годы меня серьёзно поддерживали. Скажу честно, Williams — это великая команда. Но я не уверен в том, что они смогут выигрывать гонки». 16 ноября 2009 года команда Brawn GP была выкуплена концерном Mercedes для участия в сезоне 2010 Формулы-1 и стала называться Mercedes GP. 23 ноября 2009 года Росберг был представлен в качестве основного пилота команды. А ровно через месяц семикратный чемпион мира Михаэль Шумахер был назван напарником Росберга.
После двух пятых мест в Бахрейне и Мельбурне Росберг дважды финишировал на подиуме в Малайзии и в Шанхае. В Барселоне он финишировал без очков, в Монако 8-м, в Стамбуле 5-м, в Монреале 6-м, в Валенсии 10-м, в Сильверстоуне в третий раз в сезоне поднялся на подиум, в Германии финишировал 8-м, в Венгрии впервые в сезоне сошёл после того, как на пит-стопе ему плохо прикрутили правое заднее колесо, которое отскочило и задело одного из механиков Williams. В Спа немец приехал к финишу 6-м, в Монце и Сингапуре 5-м, на Судзуке он не финишировал в очках, а в Корее сошёл после аварии с Марком Уэббером. В Бразилии финишировал 6-м, в ОАЭ — в шаге от подиума. В итоге Росберг набрал 142 очка и занял 7 место в чемпионате.

##### 2011
В первой гонке сезона он сошёл на 22-м круге после столкновения с Рубенсом Баррикелло. В Сепанге финишировал 12-м, а в следующей гонке финишировал 5-м, набрав первые очки в чемпионате. В Стамбуле и Барселоне занял 5 и 7 места соответственно, а в Монако и Монреале финишировал вне очков — оба раза 11-м. Валенсия и Нюрнбург принесли ему два седьмых места, Сильверстоун и Спа — два шестых. Нико регулярно попадал в очки, за исключением Монцы, где на старте был втянут в аварию. В итоге он набрал 93 очка и занял 7 место в чемпионате.

##### 2012
Сезон начался неудачно. В Австралии и Малайзии он не набрал очков. На Гран-при Китая Нико неожиданно завоевал свой первый в карьере поул. В самой гонке он одержал свою первую победу. В Бахрейне и Барселоне он финишировал 5-м и 7-м соответственно. Второй подиум у него был в Монте-Карло. Однако по большей части сезона Mercedes намного уступал в скорости топ-командам. В Монреале и в Валенсии были два 6-х места. В Сильверстоуне и Спа он приехал без очков. В Германии и Венгрии было два 10-х места. В Монце было 7 место, в Сингапуре 5-е.
После Гран-при Сингапура стало известно, что новым напарником Росберга по команде в следующем сезоне вместо завершающего карьеру Михаэля Шумахера станет пилот McLaren Льюис Хэмилтон, а команда объявила о том, что в новом сезоне намерена построить новый болид, который будет конкурентоспособным.
Следующие 4 гонки не принесли Росбергу очков. В Японии он сошёл, столкнувшись в 1-м повороте с Бруно Сенной, в Корее в 3-м повороте первого круга ему пробил радиатор Камуи Кобаяси. В Индии он финишировал лишь 11-м, а в Абу-Даби снова сошёл, врезавшись в HRT Нараина Картикеяна. В США он финишировал 13-м, в Бразилии 15-м, заняв таким образом 9-е место в чемпионате.

##### 2013
Сезон начался двояко. В Австралии он стартовал 6-м, но в гонке сошёл из-за проблем с электроникой. Зато в Малайзии, стартовав 6-м, он финишировал 4-м. В конце гонки он долго висел на хвосте у своего напарника, но команда запретила Росбергу обгонять Хэмилтона. Следующая гонка не принесла ему очков. Росберг стартовал 4-м и сошёл с дистанции из-за поломки стабилизатора. В Бахрейне он завоевал поул, но в гонке темп Мерседеса был плохим, и Нико финишировал лишь 9-м. На Гран-при Испании выиграл квалификацию, но гоночный темп Мерседеса опять был плохим и в итоге он финишировал 6-м. В Монако он в третий раз подряд выиграл квалификацию; в гонке он одержал свою вторую победу в карьере, пролидировав при этом все 78 кругов (он одержал победу в гонке ровно через 30 лет после победы в Монако своего отца, Кейо (Кеке) Росберга). В Канаде он стартовал 4-м и финишировал 5-м. В Сильверстоуне квалифицировался 2-м позади напарника. На старте пропустил Феттеля. После прокола колеса у Хэмилтона Росберг долго ехал 2-м, а за 12 кругов до финиша вышел в лидеры из-за отказа коробки передач у Феттеля и одержал 2-ю победу в сезоне. А вот домашний Гран-при на Нюрнбургринге прошёл неудачно. Из-за командного просчёта он не попал в третий сегмент квалификации, а в гонке финишировал лишь 9-м. Ещё хуже сложилась следующая гонка. Росберг квалифицировался 4-м, но на старте после контакта с Фелипе Массой откатился на 12-е место, а за 6 кругов до финиша и вовсе сошёл с дистанции из-за отказа двигателя. В Бельгии Росберг финишировал 4-м, в Италии — 6-м, в Сингапуре — 4-м, в Корее стартовал 4-м, но из-за поломки переднего крыла финишировал 7-м. В Японии из-за небезопасного выпуска после пит-стопа совершил проезд через пит-лейн и финишировал 8-м. В Индии стартовал и финишировал 2-м. В Абу-Даби стартовал и финишировал 3-м, в США финишировал 9-м, в Бразилии — 5-м. Итог — 171 очко и 6 место в чемпионате.

##### 2014
Новые правила на сезон 2014 позволили гонщикам выбрать свой постоянный номер, они будут использовать его на протяжении всей своей карьеры. Росберг взял № 6, на машине под таким же номером он стал чемпионом Формулы-БМВ в 2002 году и в 1982 году его отец стал чемпионом в составе Williams, выступая под номером 6.
На предсезонных тестах команда «Мерседес» выглядела сильно и, как следствие, вступала в сезон 2014 в ранге явного фаворита, а Росберг выиграл первую гонку сезона — Гран-при Австралии. В Малайзии, в Бахрейне, Китае и Испании он финишировал 2-м, вслед за напарником. В Монако одержал 2-ю победу в сезоне и 2-ю подряд на этой трассе. В Канаде стартовал с поула, долго шёл лидером, удерживая позади напарника Хэмилтона, но на середине дистанции у обоих начались проблемы с тормозами. Во время 2-го пит-стопа случилась заминка на болиде Росберга и Хэмилтон вышел вперёд, но через круг сошёл из-за отказа тормозов. Росберг вышел в лидеры, но его темп резко упал и к нему подъехала группа Перес—Риккардо—Феттель—Масса. Риккардо прошёл Переса, а за 2 круга до финиша прошёл и Росберга, и выиграл гонку. В итоге Нико финишировал 2-м. В Шпильберге, стартовав 3-м, одержал 3-ю победу в сезоне. В Великобритании, стартовав с поула, впервые в сезоне сошёл с дистанции из-за отказа коробки передач. На домашнем этапе в Германии уверенно выиграл с поула. В Венгрии снова завоевал поул, но из-за ошибки в тактике финишировал лишь 4-м позади напарника. В Бельгии выиграл поул, но провалил старт, а через 2 круга, пытаясь вернуть лидерство в борьбе с партнёром по команде Льюисом Хэмилтоном, повредил своё переднее антикрыло и проколол Хэмилтону колесо. После смены крыла Росберг прорывался наверх и финишировал 2-м. В Италии квалифицировался 2-м позади Хэмилтона, на старте вырвался вперёд, но в середине дистанции под давлением британца срезал 1-й поворот и пропустил Хэмилтона вперёд. Итог — 2 место. В Сингапуре он квалифицировался 2-м, но уже на старте не смог уйти на прогревочный круг, а позже и вовсе сошёл с дистанции. В Японии выиграл в квалификации, но в дождевой гонке, остановленной из-за сильного ливня на 46-м кругу, пропустил вперёд Хэмилтона и финишировал 2-м. В России стартовал и финишировал 2-м. В США выиграл поул, но на 24-м круге пропустил Хэмилтона вперёд и снова финишировал 2-м. В Бразилии наконец-то превратил поул в победу — 5-ю в сезоне — и сократил отставание от Хэмилтона до 17 очков. На финальном Гран-при Абу-Даби занял поул в квалификации, но из-за проблем с ERS смог финишировать лишь 14-м.

##### 2015
В Австралии Росберг стартовал и финишировал вторым, в Малайзии стартовал и финишировал третьим. В Китае стартовал вторым, проиграв напарнику по команде — Льюису Хэмилтону всего 0,042 секунды, финишировав также вторым. В Бахрейне стартовал и финишировал третьим. В Испании уверенно выиграл квалификацию и походу гонки смог также уверенно сохранить свою позицию, тем самым выигрывает гонку. В Монако стартовал 2-м, долго шёл на этой позиции, но за 14 кругов до финиша после аварии Макса Ферстаппена на трассе появилась машина безопасности, и лидировавшего Хэмилтона ошибочно позвали на пит-стоп, после которого тот выехал позади Росберга и Феттеля. Нико без проблем удержал лидерство, тем самым выиграв гонку — вторую подряд в сезоне и третью подряд в Монако. В Монреале стартовал и финишировал 2-м. В Австрии квалифицировался 2-м, однако на старте прошёл Хэмилтона и второй год подряд выиграл в Шпильберге. В Великобритании квалифицировался 2-м позади Хэмилтона, но Мерседесы провалили старт, упустив 2 болида Williams. Росберг откатился на 4 место. После первой волны пит-стопов Хэмилтон за счёт ранней остановки обошёл два болида Williams, а Нико так и остался 4-м. Казалось, что так и финишируют, но за 15 кругов до финиша начался лёгкий дождь, и у болидов Williams начались проблемы. Росберг прошёл их обоих и стремительно догнал Хэмилтона. Тут Льюис свернул в боксы и ему поставили промежуточную резину. Росберг, как потом позже признался, подумал в этот момент, что выиграл гонку, как через пару поворотов дождь резко усилился. В итоге ему пришлось ехать на сликах по мокрой трассе ещё полкруга. Доковыляв до боксов и переобувшись в промежуточную резину, Росберг выехал вторым в 9 секундах позади Льюиса. На этой позиции он и финишировал. В Венгрии квалифицировался вторым. На старте прошёл Хэмилтона, но пропустил две машины Ferrari, долго шёл на 3-м месте как вдруг на стартовой прямой у Нико Хюлькенберга оторвалось переднее антикрыло. Из-за обломков на трассе появилась машина безопасности. На рестарте прошёл Райкконена (финн за несколько кругов до аварии Хюлькенберга жаловался на потерю мощности силовой установки и в итоге сошёл с дистанции) и долго ехал вторым (на пит-стопе под пейс каром команда допустила ошибку и поставила вместо софта, комплект медиума), однако на 64-м круге в первом повороте его попытался атаковать Даниэль Риккардо. В результате австралиец своим передним антикрылом проколол немцу заднее левое колесо. Росбергу пришлось целый круг ехать на 3-х колёсах, он потерял кучу времени и позиций. Он откатился назад и финишировал лишь 8-м. В Бельгии квалифицировался 2-м, однако провалил старт, но всё же отыграл утерянное и финишировал 2-м, а в Италии квалифицировался лишь четвёртым, на старте потерял одну позицию, за счёт пит-стопа опередил два болида Williams и почти догнал Ferrari Феттеля, как за два круга до финиша на его машине сгорел мотор. С учётом победы Хэмилтона отставание Росберга в чемпионате увеличилось до 53-х очков.
В Сингапуре Mercedes неожиданно много проиграл в квалификации Ferrari и Red Bull. Хэмилтон стартовал 5-м, а Росберг — 6-м. На старте оба сохранили позиции, а после первого пит-стопа оба отыграли по позиции. В середине гонки машина Хэмилтона потеряла мощность и он впервые в сезоне сошёл с дистанции, а Росберг финишировал четвёртым, отыграв 12 очков. В Японии завоевал поул, но проиграл старт Хэмилтону из-за перегрева двигателя и финишировал 2-м. В России завоевал поул, но уже на 6-м круге сошёл с дистанции из-за проблем с педалью газа. В США завоевал поул, но финишировал вторым из-за того что совершил ошибку по причине деградации резины и окончательно распрощался с надеждой на титул в 2015 году. После гонки в США Росберг заявил, что хочет выиграть «мини-чемпионат» из оставшихся гонок сезона. В Мексике наконец-то реализовал преимущество поула. Росберг не бывал на высшей ступеньке подиума с Гран-при Австрии. В Бразилии стартовал с поула и выиграл второй раз подряд на этой трассе и второй раз подряд в сезоне, тем самым обеспечив себе вице-чемпионское звание в 2015 году. Перед Гран-при Абу-Даби Росберг заявил, что если он победит, то эта победа станет стимулом в борьбе с Льюисом Хэмилтоном в 2016 году. В итоге он выиграл с поула, набрав 322 очка за сезон.

##### 2016

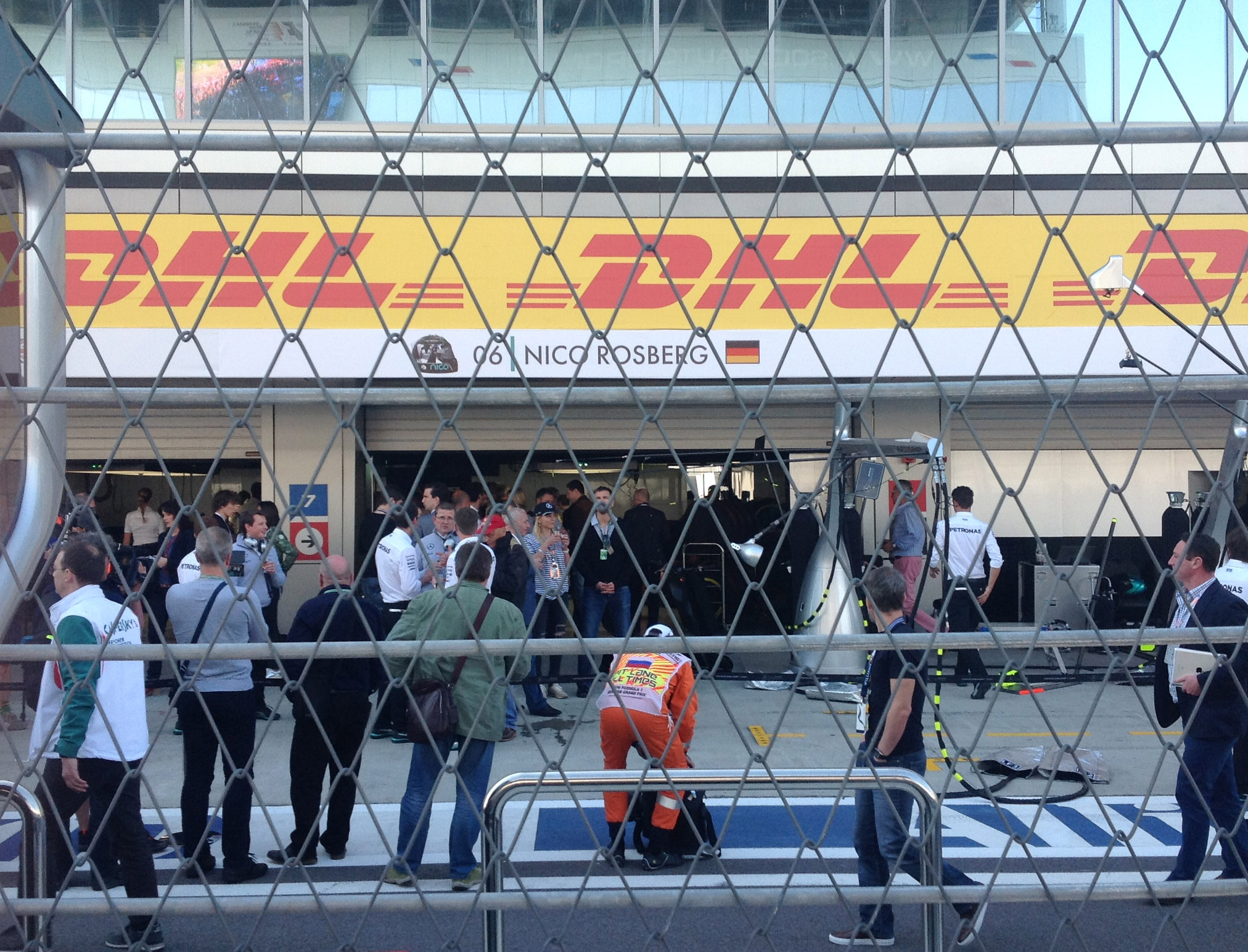
Бокс Нико Росберга на Гран-при России в Сочи

Нико Росберг начал сезон 2016 Формулы-1 с победы в Австралии. Стартовав вторым, он проиграл старт обоим пилотам Ferrari — Феттелю и Райкконену, но выиграл у Хэмилтона. В дальнейшем команде Mercedes удалось избрать более выгодную тактику на гонку после аварии Гутьерреса и Алонсо, которая вызвала появление красных флагов, поставив обоим пилотам шины «медиум». В итоге Росберг довёл гонку до победы. В Бахрейне он снова стартовал вторым, но снова выиграл старт у Хэмилтона. Но уже после первого поворота в Льюиса врезался Вальтери Боттас на Уильямсе, тем самым лишив его шансов на победу. Далее Росберг полностью контролировал темп гонки и уверенно сохранил лидерство до клетчатого флага. В Китае на машине Льюиса Хэмилтона заменили коробку передач, что автоматически отбросило его на 5 позиций на стартовой решётке. В богатой событиями квалификации Росберг берёт свой 23 поул в карьере. В самой гонке Нико полностью доминировал, только на старте он пропустил Даниэля Риккардо, но после того, как у австралийца лопнуло колесо, Росберг никому не отдавал лидерства и финишировал с отрывом в 38 секунд. Он одержал шестую победу подряд и увеличил преимущество в чемпионате до 36 очков, так как Хэмилтон финишировал лишь седьмым. В сочинской квалификации Росберг выиграл свой 24 поул в карьере. Льюис Хэмильтон испытывал проблемы с тепловым генератором MGU-H и занял лишь 10 место на стартовой решётке. В гонке Росберг лидировал от старта до финиша и выиграл седьмую гонку подряд, сравнявшись по этому показателю с Михаэлем Шумахером, а также завоевал большой шлем. Отрыв в чемпионате от Льюиса Хэмильтона составил уже 43 очка. В Испании Нико квалифицировался вторым. На старте смог опередить Льюиса Хэмилтона, но уже через три поворота Льюис попытался вернуть себе лидерство. Росберг жёстко «захлопнул калитку» перед Хэмилтоном, в результате чего Льюис выехал на траву, его занесло и он врезался в Росберга. В итоге оба закончили гонку в гравии. В Монако Нико квалифицировался вторым вслед за Даниэлем Риккардо. Гонка стартовала под машиной безопасности и через несколько кругов, когда произошёл рестарт, Росберга попросили пропустить напарника из-за медленного темпа. В дальнейшем Нико продолжал терять позиции и финишировал лишь седьмым, в то время как Хэмильтон выиграл гонку. Отрыв в чемпионате сократился до 24 очков.
В Канаде пилоты Мерседеса стартовали с первого ряда. На старте обоих прошёл Себастьян Феттель. Росберг долго шёл на 3 позиции, но в конце гонки вылетел с трассы и финишировал лишь пятым. Отрыв в чемпионате из-за победы Льюиса Хэмилтона сократился до 9 очков. В Баку Росберг стартовал с поула, а Хэмильтон из-за аварии в квалификации лишь десятым. В самой гонке Нико лидировал от старта до финиша и завоевал второй большой шлем в сезоне, а Льюис прорвался до пятого места, тем самым отрыв в чемпионате снова возрос до 24 очков. В третьей тренировке Гран-при Австрии Росберг задел поребрик в результате чего сломал подвеску, вылетев с трассы и разбив машину. Позже Нико заменили коробку передач, в результате чего он потерял 5 позиций на стартовой решётке. В квалификации Росберг показал второе время, но в самой гонке стартовал шестым, так как Себастьян Феттель, который квалифицировался четвёртым, также потерял 5 позиций. На старте Росберг сохранил шестое место, но после первой волны пит-стопов переместился на второе, обогнав Льюиса Хэмилтона. Через несколько кругов у лидировавшего Феттеля взорвалась покрышка, и он врезался в отбойник. Росберг лидировал в гонке до 70-го круга, но на последнем круге, в борьбе с Хэмилтоном произошёл контакт, и Нико сломал переднее крыло. Нико финишировал четвёртым, тогда как Хэмилтон победил. После этой гонки отрыв в чемпионате сократился до 11 очков. В дождевой квалификации Гран-при Великобритании Нико квалифицировался вторым. Сама гонка стартовала под машиной безопасности, а после рестарта Нико отбивал атаки Макса Ферстаппена, но Макс все же смог пройти Росберга. Спустя несколько кругов Нико смог контратаковать Ферстаппена, но позже у Нико начались проблемы с коробкой передач, и команда по радио дала информацию, что нужно «прощёлкивать» седьмую передачу. Этот момент привлёк внимание судей, которые позже выписали Росбергу 10 секунд штрафа. Росберг все же финишировал на втором месте, но отрыва от преследователей было недостаточно, чтобы удержать позицию после штрафа. В итоге отрыв в чемпионате сократился до одного очка.
Под жёлтыми флагами в спорной квалификации Гран-при Венгрии Нико Росберг завоевал поул, но на старте отдал первую позицию Льюису Хэмилтону. В конце гонки Нико всё же догнал Льюиса, но обогнать не смог. В итоге финишировал вторым и утерял лидерство в чемпионате, отстав на 6 очков. В Германии снова завоевал поул. Но на старте у Нико заклинило третью передачу и он пропустил своего партнёра по команде и две машины Red Bull. В середине гонки, при попытке обогнать Ферстаппена, выдавил его с трассы, что привело к 5-секундному штрафу stop&go. Но когда Нико отбывал на пит-стопе свой штраф, возникла поломка секундомера, из-за чего он простоял вдвое больше. На домашнем Гран-при Германии Росберг финишировал только четвёртым, а Хэмилтон победил. В результате отставание в чемпионате выросло до 19 очков. Перед Гран-при Бельгии команда Mercedes заявила, что Льюис Хэмилтон потеряет 15 позиций из-за замены силовой установки. Впоследствии этот штраф из-за дополнительных замен увеличится до 60 мест на стартовой решетке. Нико Росберг без особого труда завоевал поул. В самой гонке удачно стартовал и контролировал отрыв от Хюлькенберга. Затем после серьёзной аварии Кевина Магнуссена судьи вывесили жёлтые флаги, в результате чего все поехали в боксы, а через несколько минут появились красные флаги, и гонка была остановлена. В результате Хэмилтон, который не заезжал в боксы во время жёлтых флагов, выиграл много позиций, переместившись в итоге на пятое место. После зелёных флагов Льюис без труда обошёл Алонсо и Хюлькенберга. Нико Росберг выиграл Гран-при Бельгии, а Льюис Хэмилтон смог прорваться на третье место. В результате отставание в чемпионате уменьшилось до 9 очков. На Гран-при Италии в течение всех тренировок Нико уступал Льюису Хэмилтону. А в квалификации показал второе время, проиграв Хэмилтону пол-секунды. На старте Нико смог вырваться вперёд, потом лидировал всю гонку за исключением одного круга и выиграл седьмую гонку в сезоне. В результате отставание в чемпионате сократилось до 2 очков. В Сингапуре Росберг выиграл квалификацию с огромным преимуществом над Льюисом Хэмильтоном и Даниэлем Риккардо. В гонке Нико удачно стартовал и лидировал до самого финиша, и лишь в конце его побеспокоил Риккардо. В итоге Росберг выиграл Гран-при Сингапура и вышел в лидеры чемпионата с преимуществом в 8 очков. В Малайзии Нико квалифицировался вторым вслед за Хэмилтоном. Но на старте Росберга развернул Себастьян Феттель, и Нико в итоге оказался на 21-м месте. В течение всей гонки Нико прорывался вперёд и в итоге вышел на 4-е место. Но неожиданно у лидировавшего в гонке Льюиса Хэмильтона сгорел мотор, и Росберг вышел на 3-е место. В итоге Росберг закончил гонку на подиуме, и отрыв в чемпионате возрос до 23 очков. В Японии Росберг квалифицировался на поуле с минимальным перевесом над напарником по команде. На старте Росберг уверенно сохранил лидерство, в то время как Хэмилтон его провалил и оказался на 8-м месте. В течение всей гонки лидер чемпионата держал всё под контролем и одержал девятую победу в сезоне, а Льюис Хэмильтон сумел прорваться на 3-е место. В итоге отрыв в чемпионате возрос до 33 очков. В США Росберг квалифицировался вторым. На старте пропустил Дэниэля Риккардо, но затем Росберг успешно воспользовался виртуальной машиной безопасности и смог получить «бесплатный» пит-стоп и обойти Риккардо в споре за 2-е место. В итоге отрыв в чемпионате сократился до 26 очков, так как Льюис Хэмильтон выиграл гонку. В Мексике пилоты Mercedes снова заняли первый ряд стартового поля, а в гонке Нико Росберг ничего не смог поделать со своим напарником, хоть и догнал его в конце гонки. В итоге отрыв в чемпионате сократился до 19 очков. В Бразилии Нико вновь квалифицировался на 2-м месте вслед за Льюисом Хэмилтоном, но в дождевой гонке чуть не уступил 2-ю позицию Максу Ферстаппену. В итоге отрыв сократился до 12 очков перед финальной гонкой в ОАЭ. Следовательно, для того чтобы гарантированно получить чемпионский кубок, Нико Росбергу нужно было финишировать не ниже 3-го месте. В итоге, 27 ноября 2016 в Абу-Даби он занял второе место на финише гонки и выиграл чемпионат 2016 года, получив свой первый и единственный титул чемпиона мира. Таким образом, Росберг стал чемпионом мира Формулы-1 через 34 года после чемпионства своего отца, став вторым после Деймона Хилла сыном чемпиона мира, повторившим достижение отца.

### Завершение карьеры
В пятницу, 2 декабря 2016 года, на пресс-конференции FIA в Вене перед церемонией награждения, чемпион мира 2016 года Нико Росберг объявил о завершении карьеры в Формуле-1. По словам Росберга, став чемпионом мира, он не был готов ещё раз «пойти на такие жертвы». Его решение стало неожиданностью для болельщиков и команды.

## Статистика
| Сезон | Серия                         | Команда                       | Старты | Победы | Поулы | БК | Подиумы | Очки | Место |
| ----- | ----------------------------- | ----------------------------- | ------ | ------ | ----- | -- | ------- | ---- | ----- |
| 2001  | Формула-БМВ Junior Cup Iberia |                               | 3      | 0      | 0     | 0  | 0       | 38   | 18    |
| 2002  | Формула-БМВ ADAC              | VIVA Racing                   | 20     | 5      | 9     | 1  | 13      | 264  | 1     |
| 2003  | Евросерия Формулы-3           | Team Rosberg                  | 20     | 1      | 1     | 2  | 5       | 45   | 8     |
| 2003  | Формула-3 Мастерс             | Team Rosberg                  | 1      | 0      | 0     | 0  | 0       | -    | НКЛ   |
| 2003  | Гран-при Макао                | Carlin Motorsport             | 1      | 0      | 0     | 0  | 0       | -    | НКЛ   |
| 2003  | Супер-при Кореи               | Carlin Motorsport             | 1      | 0      | 0     | 0  | 0       | -    | 11    |
| 2004  | Евросерия Формулы-3           | Team Rosberg                  | 19     | 3      | 2     | 2  | 5       | 70   | 4     |
| 2004  | Гран-при Макао                | Team Rosberg                  | 1      | 0      | 0     | 0  | 0       | -    | НКЛ   |
| 2004  | Формула-3 Мастерс             | Team Rosberg                  | 1      | 0      | 0     | 0  | 0       | -    | 6     |
| 2004  | Супер-при Бахрейна            | Team Rosberg                  | 1      | 0      | 0     | 0  | 1       | -    | 2     |
| 2005  | GP2                           | ART Grand Prix                | 23     | 5      | 4     | 5  | 12      | 120  | 1     |
| 2006  | Формула-1                     | Williams                      | 18     | 0      | 0     | 1  | 0       | 4    | 17    |
| 2007  | Формула-1                     | AT&T Williams                 | 17     | 0      | 0     | 0  | 0       | 20   | 9     |
| 2008  | Формула-1                     | AT&T Williams                 | 18     | 0      | 0     | 0  | 2       | 17   | 13    |
| 2009  | Формула-1                     | AT&T Williams                 | 17     | 0      | 0     | 0  | 0       | 34,5 | 7     |
| 2010  | Формула-1                     | Mercedes GP Petronas          | 19     | 0      | 0     | 0  | 3       | 142  | 7     |
| 2011  | Формула-1                     | Mercedes GP Petronas          | 19     | 0      | 0     | 0  | 0       | 89   | 7     |
| 2012  | Формула-1                     | Mercedes AMG Petronas         | 20     | 1      | 1     | 2  | 2       | 93   | 9     |
| 2013  | Формула-1                     | Mercedes AMG Petronas         | 19     | 2      | 4     | 0  | 4       | 171  | 6     |
| 2014  | Формула-1                     | Mercedes AMG Petronas         | 19     | 5      | 11    | 5  | 15      | 317  | 2     |
| 2015  | Формула-1                     | Mercedes AMG Petronas F1 Team | 19     | 6      | 7     | 5  | 15      | 322  | 2     |
| 2016  | Формула-1                     | Mercedes AMG Petronas F1 Team | 21     | 9      | 8     | 6  | 16      | 385  | 1     |

### Результаты выступлений в GP2
| Легенда к таблице |                                                                    |
| --- | ------------------------------------------------------------------ |
| В таблице перечислены результаты всех Гран-при Формулы-1, в которых принимал участие гонщик. Строками таблицы являются сезоны, столбцами — этапы чемпионата мира. В каждой клетке указаны сокращённое название этапа и результат, дополнительно обозначенный цветом. Расшифровка обозначений и цветов представлена в нижеследующей таблице. |                                                                    |
| \| Пример \| Описание \| \| ------------ \| ------------------------------------------------------------------ \| \| 1 \| Победитель \| \| 2 \| Второе место \| \| 3 \| Третье место \| \| 5 \| Финишировал, заработав очки \| \| Сход \| Не финишировал, но при этом заработал очки \| \| 12 \| Финишировал, не получив очков \| \| НКЛ \| Финишировал, но не попал в финальную классификацию \| \| 15 \| Участвовал вне зачёта, либо по отдельной классификации \| \| 18 \| Не финишировал, но попал в финальную классификацию \| \| Сход \| Не финишировал \| \| НКВ \| Не прошёл квалификацию \| \| НПКВ \| Не прошёл предквалификацию \| \| ДСК \| Дисквалифицирован \| \| ИСК \| Исключён из протокола соревнований \| \| ТТ \| Заявлен для участия только в тренировках \| \| НС \| Участвовал в квалификации, но не стартовал в гонке \| \| Т \| Травмирован или болен \| \| ОТК \| Отказ от участия \| \| НТР \| Прибыл на соревнования, но на трассу не выезжал \| \| НПР \| Был заявлен в числе участников, но не прибыл к началу соревнований \| \| О \| Соревнования отменены \| \| \| Не участвовал \| \| Поул-позиция \| \| \| Быстрый круг \| \| |                                                                    |
| Пример | Описание                                                           |
| 1 | Победитель                                                         |
| 2 | Второе место                                                       |
| 3 | Третье место                                                       |
| 5 | Финишировал, заработав очки                                        |
| Сход | Не финишировал, но при этом заработал очки                         |
| 12 | Финишировал, не получив очков                                      |
| НКЛ | Финишировал, но не попал в финальную классификацию                 |
| 15 | Участвовал вне зачёта, либо по отдельной классификации             |
| 18 | Не финишировал, но попал в финальную классификацию                 |
| Сход | Не финишировал                                                     |
| НКВ | Не прошёл квалификацию                                             |
| НПКВ | Не прошёл предквалификацию                                         |
| ДСК | Дисквалифицирован                                                  |
| ИСК | Исключён из протокола соревнований                                 |
| ТТ | Заявлен для участия только в тренировках                           |
| НС | Участвовал в квалификации, но не стартовал в гонке                 |
| Т | Травмирован или болен                                              |
| ОТК | Отказ от участия                                                   |
| НТР | Прибыл на соревнования, но на трассу не выезжал                    |
| НПР | Был заявлен в числе участников, но не прибыл к началу соревнований |
| О | Соревнования отменены                                              |
| | Не участвовал                                                      |
| Поул-позиция |                                                                    |
| Быстрый круг |                                                                    |

| Год  | Команда        | 1       | 2          | 3       | 4       | 5       | 6       | 7       | 8       | 9       | 10    | 11      | 12    | 13      | 14      | 15    | 16       | 17      | 18      | 19    | 20      | 21      | 22    | 23      | ЛЗ | Очки |
| ---- | -------------- | ------- | ---------- | ------- | ------- | ------- | ------- | ------- | ------- | ------- | ----- | ------- | ----- | ------- | ------- | ----- | -------- | ------- | ------- | ----- | ------- | ------- | ----- | ------- | -- | ---- |
| 2005 | ART Grand Prix | САН 1 8 | САН 2 Сход | ИСП 1 9 | ИСП 2 4 | МОН 1 3 | ЕВР 1 3 | ЕВР 2 4 | ФРА 1 7 | ФРА 2 1 | ВЕЛ 1 | ВЕЛ 2 4 | ГЕР 1 | ГЕР 2 4 | ВЕН 1 5 | ВЕН 2 | ТУЦ 1 17 | ТУЦ 2 3 | ИТА 1 2 | ИТА 2 | БЕЛ 1 3 | БЕЛ 2 5 | БАХ 1 | БАХ 2 1 | 1  | 120  |

### Результаты выступлений в Формуле-1
| Легенда к таблице |                                                                    |
| --- | ------------------------------------------------------------------ |
| В таблице перечислены результаты всех Гран-при Формулы-1, в которых принимал участие гонщик. Строками таблицы являются сезоны, столбцами — этапы чемпионата мира. В каждой клетке указаны сокращённое название этапа и результат, дополнительно обозначенный цветом. Расшифровка обозначений и цветов представлена в нижеследующей таблице. |                                                                    |
| \| Пример \| Описание \| \| ------------ \| ------------------------------------------------------------------ \| \| 1 \| Победитель \| \| 2 \| Второе место \| \| 3 \| Третье место \| \| 5 \| Финишировал, заработав очки \| \| Сход \| Не финишировал, но при этом заработал очки \| \| 12 \| Финишировал, не получив очков \| \| НКЛ \| Финишировал, но не попал в финальную классификацию \| \| 15 \| Участвовал вне зачёта, либо по отдельной классификации \| \| 18 \| Не финишировал, но попал в финальную классификацию \| \| Сход \| Не финишировал \| \| НКВ \| Не прошёл квалификацию \| \| НПКВ \| Не прошёл предквалификацию \| \| ДСК \| Дисквалифицирован \| \| ИСК \| Исключён из протокола соревнований \| \| ТТ \| Заявлен для участия только в тренировках \| \| НС \| Участвовал в квалификации, но не стартовал в гонке \| \| Т \| Травмирован или болен \| \| ОТК \| Отказ от участия \| \| НТР \| Прибыл на соревнования, но на трассу не выезжал \| \| НПР \| Был заявлен в числе участников, но не прибыл к началу соревнований \| \| О \| Соревнования отменены \| \| \| Не участвовал \| \| Поул-позиция \| \| \| Быстрый круг \| \| |                                                                    |
| Пример | Описание                                                           |
| 1 | Победитель                                                         |
| 2 | Второе место                                                       |
| 3 | Третье место                                                       |
| 5 | Финишировал, заработав очки                                        |
| Сход | Не финишировал, но при этом заработал очки                         |
| 12 | Финишировал, не получив очков                                      |
| НКЛ | Финишировал, но не попал в финальную классификацию                 |
| 15 | Участвовал вне зачёта, либо по отдельной классификации             |
| 18 | Не финишировал, но попал в финальную классификацию                 |
| Сход | Не финишировал                                                     |
| НКВ | Не прошёл квалификацию                                             |
| НПКВ | Не прошёл предквалификацию                                         |
| ДСК | Дисквалифицирован                                                  |
| ИСК | Исключён из протокола соревнований                                 |
| ТТ | Заявлен для участия только в тренировках                           |
| НС | Участвовал в квалификации, но не стартовал в гонке                 |
| Т | Травмирован или болен                                              |
| ОТК | Отказ от участия                                                   |
| НТР | Прибыл на соревнования, но на трассу не выезжал                    |
| НПР | Был заявлен в числе участников, но не прибыл к началу соревнований |
| О | Соревнования отменены                                              |
| | Не участвовал                                                      |
| Поул-позиция |                                                                    |
| Быстрый круг |                                                                    |

| Сезон | Команда                       | Шасси                  | Двигатель                       | Ш | 1        | 2        | 3        | 4        | 5        | 6        | 7        | 8      | 9        | 10       | 11     | 12       | 13       | 14       | 15       | 16       | 17       | 18       | 19     | 20     | 21    | Место | Очки |
| ----- | ----------------------------- | ---------------------- | ------------------------------- | - | -------- | -------- | -------- | -------- | -------- | -------- | -------- | ------ | -------- | -------- | ------ | -------- | -------- | -------- | -------- | -------- | -------- | -------- | ------ | ------ | ----- | ----- | ---- |
| 2006  | WilliamsF1 Team               | Williams FW28          | Cosworth CA2006 2,4 V8 4 Series | B | БАХ 7    | МАЛ Сход | АВС Сход | САН 11   | ЕВР 7    | ИСП 11   | МОН Сход | ВЕЛ 9  | КАН Сход | США 9    | ФРА 14 | ГЕР Сход | ВЕН Сход | ТУР Сход | ИТА Сход | КИТ 11   | ЯПО 10   | БРА Сход |        |        |       | 17    | 4    |
| 2007  | AT&T WilliamsF1 Team          | Williams FW29          | Toyota RVX-07 2,4 V8            | B | АВС 7    | МАЛ Сход | БАХ 10   | ИСП 6    | МОН 12   | КАН 10   | США 16   | ФРА 9  | ВЕЛ 12   | ЕВР Сход | ВЕН 7  | ТУР 7    | ИТА 6    | БЕЛ 6    | ЯПО Сход | КИТ 16   | БРА 4    |          |        |        |       | 9     | 20   |
| 2008  | AT&T WilliamsF1 Team          | Williams FW30          | Toyota RVX-08 2,4 V8            | B | АВС 3    | МАЛ 14   | БАХ 8    | ИСП Сход | ТУР 8    | МОН Сход | КАН 10   | ФРА 16 | ВЕЛ 9    | ГЕР 10   | ВЕН 14 | ЕВР 8    | БЕЛ 12   | ИТА 14   | СИН 2    | ЯПО 11   | КИТ 15   | БРА 12   |        |        |       | 13    | 17   |
| 2009  | AT&T WilliamsF1 Team          | Williams FW31          | Toyota RVX-08 2,4 V8            | B | АВС 6    | МАЛ 8    | КИТ 15   | БАХ 9    | ИСП 8    | МОН 6    | ТУР 5    | ВЕЛ 5  | ГЕР 4    | ВЕН 4    | ЕВР 5  | БЕЛ 8    | ИТА 16   | СИН 11   | ЯПО 5    | БРА Сход | АБУ 9    |          |        |        |       | 7     | 35,5 |
| 2010  | Mercedes GP Petronas          | Mercedes MGP W01       | Mercedes FO 108X 2,4 V8         | B | БАХ 5    | АВС 5    | МАЛ 3    | КИТ 3    | ИСП 13   | МОН 8    | ТУР 5    | КАН 6  | ЕВР 10   | ВЕЛ 3    | ГЕР 8  | ВЕН Сход | БЕЛ 6    | ИТА 5    | СИН 5    | ЯПО 17   | КОР Сход | БРА 6    | АБУ 4  |        |       | 7     | 142  |
| 2011  | Mercedes GP Petronas          | Mercedes MGP W02       | Mercedes FO 108X 2,4 V8         | P | АВС Сход | МАЛ 12   | КИТ 5    | ТУР 5    | ИСП 7    | МОН 11   | КАН 11   | ЕВР 7  | ВЕЛ 6    | ГЕР 7    | ВЕН 9  | БЕЛ 6    | ИТА Сход | СИН 7    | ЯПО 10   | КОР 8    | ИНД 6    | АБУ 6    | БРА 7  |        |       | 7     | 89   |
| 2012  | Mercedes AMG Petronas F1 Team | Mercedes F1 W03        | Mercedes FO 108X 2,4 V8         | P | АВС 12   | МАЛ 13   | КИТ 1    | БАХ 5    | ИСП 7    | МОН 2    | КАН 6    | ЕВР 6  | ВЕЛ 15   | ГЕР 10   | ВЕН 10 | БЕЛ 11   | ИТА 7    | СИН 5    | ЯПО Сход | КОР Сход | ИНД 11   | АБУ Сход | США 13 | БРА 15 |       | 9     | 93   |
| 2013  | Mercedes AMG Petronas F1 Team | Mercedes F1 W04        | Mercedes FO 108X 2,4 V8         | P | АВС Сход | МАЛ 4    | КИТ Сход | БАХ 9    | ИСП 6    | МОН 1    | КАН 5    | ВЕЛ 1  | ГЕР 9    | ВЕН Сход | БЕЛ 4  | ИТА 6    | СИН 4    | КОР 7    | ЯПО 8    | ИНД 2    | АБУ 3    | США 9    | БРА 5  |        |       | 6     | 171  |
| 2014  | Mercedes AMG Petronas F1 Team | Mercedes F1 W05        | Mercedes PU106A Hybrid 1,6 V6Т  | P | АВС 1    | МАЛ 2    | БАХ 2    | КИТ 2    | ИСП 2    | МОН 1    | КАН 2    | АВТ 1  | ВЕЛ Сход | ГЕР 1    | ВЕН 4  | БЕЛ 2    | ИТА 2    | СИН Сход | ЯПО 2    | РОС 2    | США 2    | БРА 1    | АБУ 14 |        |       | 2     | 317  |
| 2015  | Mercedes AMG Petronas F1 Team | Mercedes F1 W06 Hybrid | Mercedes Hybrid PU106B 1,6 V6T  | P | АВС 2    | МАЛ 3    | КИТ 2    | БАХ 3    | ИСП 1    | МОН 1    | КАН 2    | АВТ 1  | ВЕЛ 2    | ВЕН 8    | БЕЛ 2  | ИТА 17   | СИН 4    | ЯПО 2    | РОС Сход | США 2    | МЕК 1    | БРА 1    | АБУ 1  |        |       | 2     | 322  |
| 2016  | Mercedes AMG Petronas F1 Team | Mercedes F1 W07 Hybrid | Mercedes PU106C Hybrid 1,6 V6T  | P | АВС 1    | БАХ 1    | КИТ 1    | РОС 1    | ИСП Сход | МОН 7    | КАН 5    | ЕВР 1  | АВТ 4    | ВЕЛ 3    | ВЕН 2  | ГЕР 4    | БЕЛ 1    | ИТА 1    | СИН 1    | МАЛ 3    | ЯПО 1    | США 2    | МЕК 2  | БРА 2  | АБУ 2 | 1     | 385  |